# 2016년 런던 영화 비평가 협회상
제37회 런던 영화 비평가 협회상은 2017년 1월 22일에 열린 시상식이다.

## 수상 및 후보

### 작품상
- 라라랜드 - 데이미언 셔젤 수상
- 아메리칸 허니 - 안드레아 아놀드
- 화염의 바다 - 잔프란코 로시
- 나, 다니엘 블레이크 - 켄 로치
- 레이디 수잔 - 위트 스틸먼
- 맨체스터 바이 더 씨 - 케네스 로너건
- 문라이트 - 배리 젠킨스
- 녹터널 애니멀스 - 톰 포드
- 사울의 아들 - 라즐로 네메스
- 토니 에드만 - 마렌 아데

### 외국어영화상
- 토니 에드만 - 마렌 아데 수상
- 화염의 바다 - 잔프란코 로시
- 사울의 아들 - 라즐로 네메스
- 다가오는 것들 - 미아 한센-러브
- 빅토리아 - 세바스티안 쉬퍼

### 다큐멘터리 작품상
- 화염의 바다 - 잔프란코 로시 수상
- 비틀스: 에잇 데이즈 어 위크 - 투어링 이어즈 - 론 하워드
- 카메라를 든 사람 - 커스틴 존슨
- 더 이글 헌트리스 - 오토 벨
- 라이프, 애니메이티드 - 로저 로스 윌리엄스

### 감독상
- 사울의 아들 - 라즐로 네메스 수상
- 토니 에드만 - 마렌 아데
- 라라랜드 - 데이미언 셔젤
- 문라이트 - 배리 젠킨스
- 맨체스터 바이 더 씨 - 케네스 로너건

### 작가상
- 맨체스터 바이 더 씨 - 케네스 로너건 수상
- 토니 에드만 - 마렌 아데
- 라라랜드 - 데이미언 셔젤
- 문라이트 - 배리 젠킨스
- 레이디 수잔 - 위트 스틸먼

### 여우주연상
- 다가오는 것들 - 이자벨 위페르 수상
- 컨택트 - 에이미 아담스
- 레이디 수잔 - 케이트 베킨세일
- 토니 에드만 - 산드라 휠러
- 라라랜드 - 엠마 스톤

### 남우주연상
- 맨체스터 바이 더 씨 - 케이시 애플렉 수상
- 패터슨 - 아담 드라이버
- 핵소 고지 - 앤드류 가필드
- 녹터널 애니멀스 - 제이크 질렌할
- 토니 에드만 - 페테르 시모니슈에크

### 여우조연상
- 문라이트 - 나오미 해리스 수상
- 펜스 - 비올라 데이비스
- 20세기 여인들 - 그레타 거윅
- 아메리칸 허니 - 라일리 코프
- 맨체스터 바이 더 씨 - 미셸 윌리엄스

### 남우조연상
- 문라이트 - 마허샬라 알리 수상
- 레이디 수잔 - 톰 베넷 수상
- 로스트 인 더스트 - 제프 브리지스
- 아메리칸 허니 - 샤이아 라보프
- 녹터널 애니멀스 - 마이클 섀넌

### 영국작품상
- 나, 다니엘 블레이크 - 켄 로치 수상
- 아메리칸 허니 - 안드레아 아놀드
- 하이-라이즈 - 벤 휘틀리
- 레이디 수잔 - 위트 스틸먼
- 싱 스트리트 - 존 카니

### 영국여우주연상
- 레이디 수잔 - 케이트 베킨세일 수상
- 크리스틴 - 레베카 홀
- 문라이트 외 2편 - 나오미 해리스
- 러빙 외 1편 - 루스 네가
- 나, 다니엘 블레이크 - 헤일리 스콰이어

### 영국남우주연상
- 핵소 고지 외 1편 - 앤드류 가필드 수상
- 레이디 수잔 외 1편 - 톰 베넷
- 플로렌스 - 휴 그랜트
- 나, 다니엘 블레이크 - 데이브 존스
- 어 유나이티드 킹덤 외 1편 - 데이빗 오예로워

### 영국아역상
- 몬스터콜 - 루이스 맥더겔 수상
- 마이 리틀 자이언트 - 루비 반힐
- 멜라니: 인류의 마지막 희망인 소녀 - 세니아 나누아
- 더 위치 - 안야 테일러 조이
- 싱 스트리트 - 퍼디아 월시-필로

### 영국단편영화상
- 스위트 매디 스톤 - 브레이디 후드 수상
- 이사벨라 - 로스 하그 외 1명
- 재키드 - 르네 판네비스
- 타마라 - 소피아 사포노바
- 터미널 - 나타샤 워

### 영국신인상
- 어둠의 여인 - 바박 안바리 수상
- 멜라니: 인류의 마지막 희망인 소녀 - 마이크 캐리
- 아이 인 더 스카이 외 1편 - 가이 히버트
- 실명에 관한 노트 - 피트 미들턴 외 1명
- 어덜트 라이프 스킬즈 - 레이첼 턴나드

### 기술공헌상
- 빅토리아 - 스툴라 브랜드쓰 그로블렌 수상
- 아메리칸 허니 - 로비 라이언
- 컨택트 - 실뱅 벨레마르
- 하이-라이즈 - 마크 타이데슬리
- 재키 - 미카 레비
- 제이슨 본 - 게리 포웰
- 라라랜드 - 저스틴 허위츠
- 문라이트 - 냇 샌더스 외 1명
- 싱 스트리트 - 존 카니
- 로그 원: 스타워즈 스토리 - 존 크놀

### 딜리스 파웰상
- 이자벨 위페르 수상